# 阿修羅 (みちのくプロレス)
阿修羅（あしゅら）は、日本のプロレス団体「みちのくプロレス」で結成されたヒールユニット。

## 経歴
- 2012年1月、九龍の内部分裂から野橋太郎、バラモン・シュウ、バラモン・ケイが、拳王を引きいれ結成。後に日向寺塁が加入。
- 海外からの留学生、ベナーム・アリ（現：タイガー・アリ）が自ら希望し加入。
- 12月、拳王がプロレスリング・ノアのシリーズに帯同することを発表しシリーズを長期欠場。またシュウとケイが内紛により脱退。
- 2014年3月28日、ノアのシリーズに帯同していた拳王がノアに円満移籍と同時に脱退。
- 5月5日、アリが帰国し、ケガにより日向寺が長期欠場のため、残された野橋が本隊へ戻ったことで、事実上活動終了。（日向寺は本隊として復帰）

## メンバー
- 野橋太郎（2代目リーダー）
- 日向寺塁
- タイガー・アリ

## 元メンバー
- 拳王（初代リーダー）
- バラモン・シュウ
- バラモン・ケイ